# Пхеньянский троллейбусный завод
Пхеньянский троллейбусный завод — машиностроительное предприятие КНДР, крупнейший в стране производитель троллейбусов.

## История
Предприятие основано в 1953 году как Пхеньянский авторемонтный завод. В апреле 1959 года переориентировано на выпуск троллейбусов и переименовано в Пхеньянский троллейбусный завод.
В 1961 году в КНДР был выпущен первый троллейбус отечественного производства.
Вплоть до 1969 г. наряду с выпуском троллейбусов завод ремонтировал и грузовые машины. Троллейбусы, как и всё другое в жизни КНДР, не обошлось без внимания Ким Ир Сена — Генерального секретаря Трудовой партии Кореи. Осенью 1961 г. он посетил завод, чтобы лично ознакомиться с ходом строительства первой партии троллейбусов, которым вскоре предстояло работать в Пхеньяне. Ему представили пять машин, для которых вскоре начали сооружать контактную сеть по проспекту Сталина (ныне - проспект Победы) и Народной армии. Этому событию посвящено мозаичное панно, до сих пор украшающее двор Пхеньянского троллейбусного завода.
Первая модель троллейбуса была названа «Чхоллима 9.11» в честь 9 сентября 1948 года — даты провозглашения КНДР. С 1970 года все модели троллейбусов называли соответственно году начала их производства.

## Деятельность
Сегодня завод входит в состав ГУПТ — Главного управления пассажирского транспорта Пхеньяна.
Предприятие продолжает быть главным производителем троллейбусов в КНДР. При этом производство ведётся по крайне примитивным технологиям. Механизация практически отсутствует. Так, по сведениям середины 1980-х годов, кузовных штампов и прессового оборудования не было, панелям кузова рабочие придавали нужную форму вручную, при помощи обычных кувалд, поэтому на них оставались вмятины, а проводка к лампам протягивалась прямо по потолку. Тем не менее, для создания сочленённого троллейбуса с частотно-регулируемым приводом Чхоллима 091 в 2009 году были произведены закупки нужного оборудования в Китае.
Вся продукция поступала только в города КНДР (достоверно известно, что кроме Пхеньяна в список городов, где работали или работают троллейбусы производства этого завода, входят Нампхои Синыйджу). Лишь однажды, в период проведения XIII Всемирного фестиваля молодёжи и студентов в Пхеньяне в 1989 году, Министерство жилищно-коммунального хозяйства РСФСР проявило интерес к 12-метровым пхеньянским троллейбусам. Их планировали доработать и закупить для дальнейшей эксплуатации в Хабаровске, однако поставки с самого начала не начались из-за проблем с финансами с северокорейской стороны.
Для создания некоторых моделей использовались кузова автобусов Karosa C 734 и Ikarus 260.

## Модели
В 1970-х годах был установлен порядок наименования моделей. Название модели представляет собой индекс из трёх цифр, где первые две обозначают год начала производства (например, 86 — 1986 г., или 09 — 2009 г.), а третья цифра — это номер модификации (например, 1). Все троллейбусы выпускались под маркой Чхоллима (он же — Chollima).
| Название      | Год создания | Годы выпуска | Тип                        | Габариты, мм        | Максимальная скорость, км/ч | Примечания |
| ------------- | ------------ | ------------ | -------------------------- | ------------------- | --------------------------- | --- |
| Чхоллима 9.11 | 1961         | 1961-1969    | Двухдверный одиночный      | 9500 × 2500 × 2890  | 45                          | — |
| Чхоллима 9.25 | 1963         | 1963-1969    | Трёхдверный сочленённый    | 13500 × 2500 × 2890 | 45                          | Первый сочленённый троллейбус в КНДР |
| Чхоллима 70   | 1970         | 1970-1971    | Двухдверный одиночный      | 12000 × 2500 × 2970 | 45                          | — |
| Чхоллима 72   | 1972         | 1972-1973    | Двухдверный одиночный      | 12000 × 2500 × 3270 | 45                          | — |
| Чхоллима 74   | 1974         | 1974-1979    | Трёхдверный одиночный      | 10850 × 2500 × 2970 | 65                          | — |
| Чхоллима 80   | 1980         | 1980-1990    | Трёхдверный одиночный      | 11500 × 2500 × 2910 | 45                          | — |
| Чхоллима 84   | 1984         | 1984-1986    | Четырёхдверный сочленённый | —                   | —                           | — |
| Чхоллима 862  | 1986         | 1986-1989    | Четырёхдверный сочленённый | —                   | —                           | — |
| Чхоллима 901  | 1990         | 1990-1995    | Трёхдверный одиночный      | 11500 × 2500 × 3060 | 65                          | Разница моделей в мощности тягового электродвигателя                                                                                          |
| Чхоллима 902  | 1990         | 1990-1995    | Трёхдверный одиночный      | 11500 × 2500 × 3060 | 65                          | Разница моделей в мощности тягового электродвигателя                                                                                          |
| Чхоллима 903  | 1990         | 1990-2003    | Четырёхдверный сочленённый | —                   | 65                          | — |
| Чхоллима 951  | 1995         | 1995-?       | Двухдверный одиночный      | —                   | —                           | Кузов Ikarus 255.74 (сделан, а вероятнее — переделан с оригинала) — в единственном экземпляре                                                 |
| Чхоллима 951  | 1995         | 1995-?       | Трёхдверный одиночный      | —                   | —                           | Кузов автобуса Ikarus 260 |
| Чхоллима 952  | 1995         | 1995-?       | Четырёхдверный сочленённый | —                   | —                           | Кузов Ikarus 280T. Было выпущено 25 штук |
| Чхоллима 961  | 1996         | 1996-1997    | Трёхдверный одиночный      | —                   | —                           | — |
| Чхоллима 971  | 1997         | 1997-200?    | Четырёхдверный сочленённый | —                   | —                           | — |
| Чхоллима 973  | 1997         | 1997-2009    | Двухдверный одиночный      | —                   | 65                          | Кузов Karosa C 734 |
| Чхоллима 973  | 1997         | 1997-2009    | Трёхдверный одиночный      | —                   | 65                          | Кузов Karosa B 731 |
| Чхоллима 011  | 2002         | 2002-?       | Трёхдверный одиночный      | —                   | —                           | — |
| Чхоллима 011  | 2002         | 2002-?       | Четырёхдверный сочленённый | —                   | —                           | — |
| Чхоллима 091  | 2009         | 2009-?       | Трёхдверный сочленённый    | 17625 × 2550 × 3140 | 86                          | Первый в КНДР троллейбус с электронной системой управления. Используются китайские комплектующие. Мест для сидения: 36, общее число мест: 180 |

## Галерея

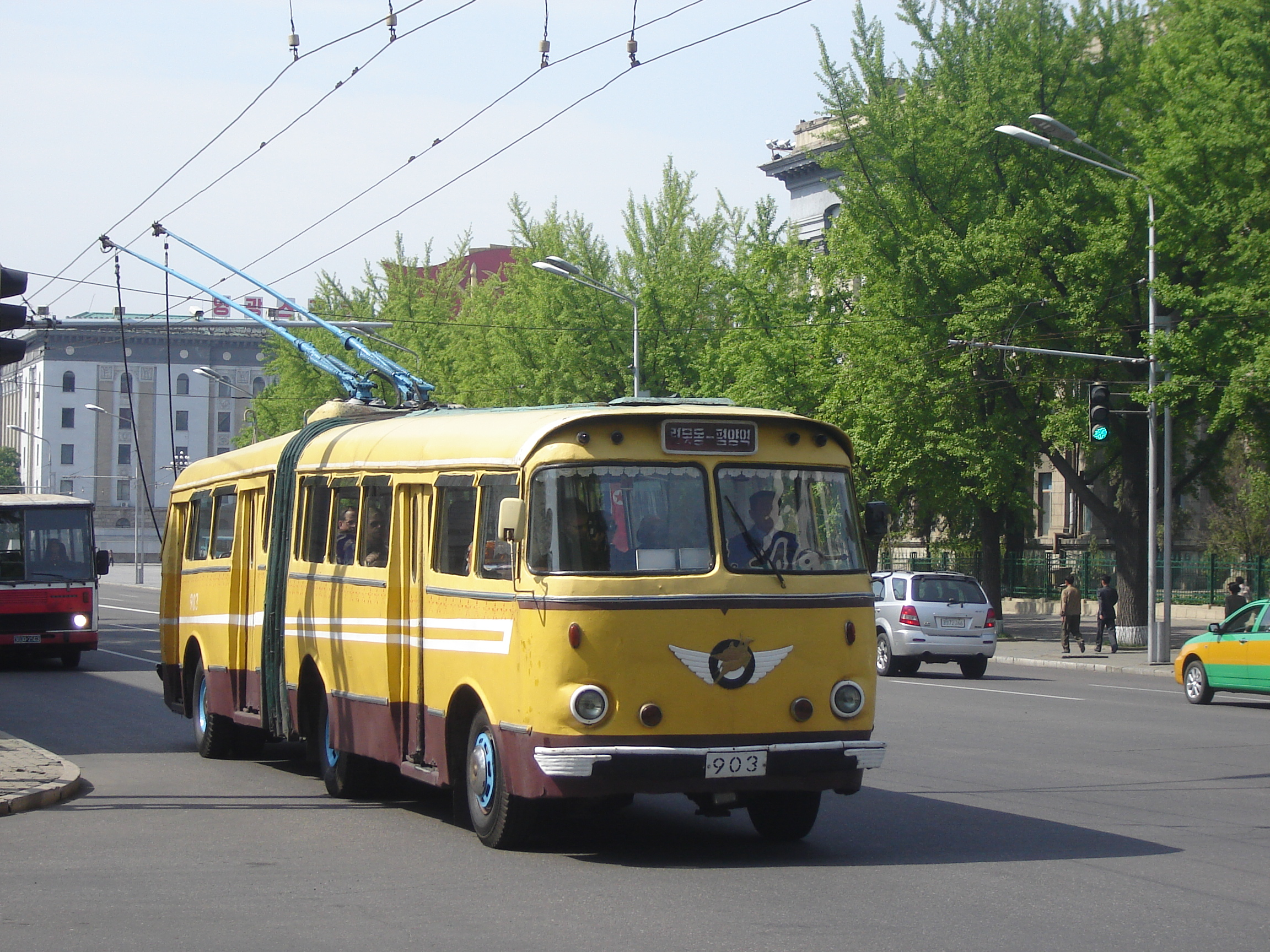
Чхоллима 9.25. В настоящее время эксплуатируется один экземпляр, который является самым старым троллейбусом в Пхеньяне
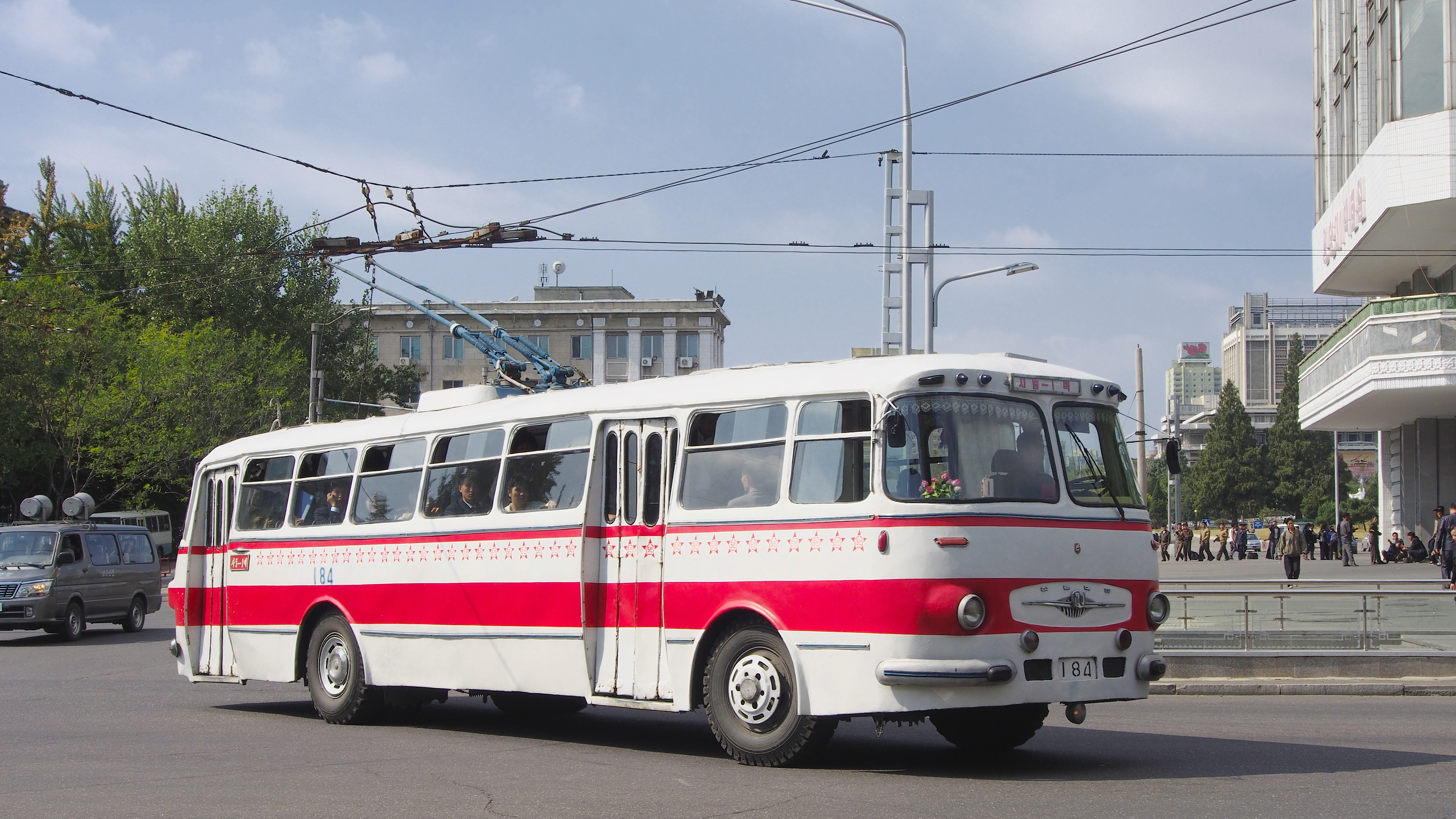
Чхоллима 70. Продолжают находиться в эксплуатации несколько троллейбусов, в которых ездил Ким Ир Сен во время открытия новых маршрутов
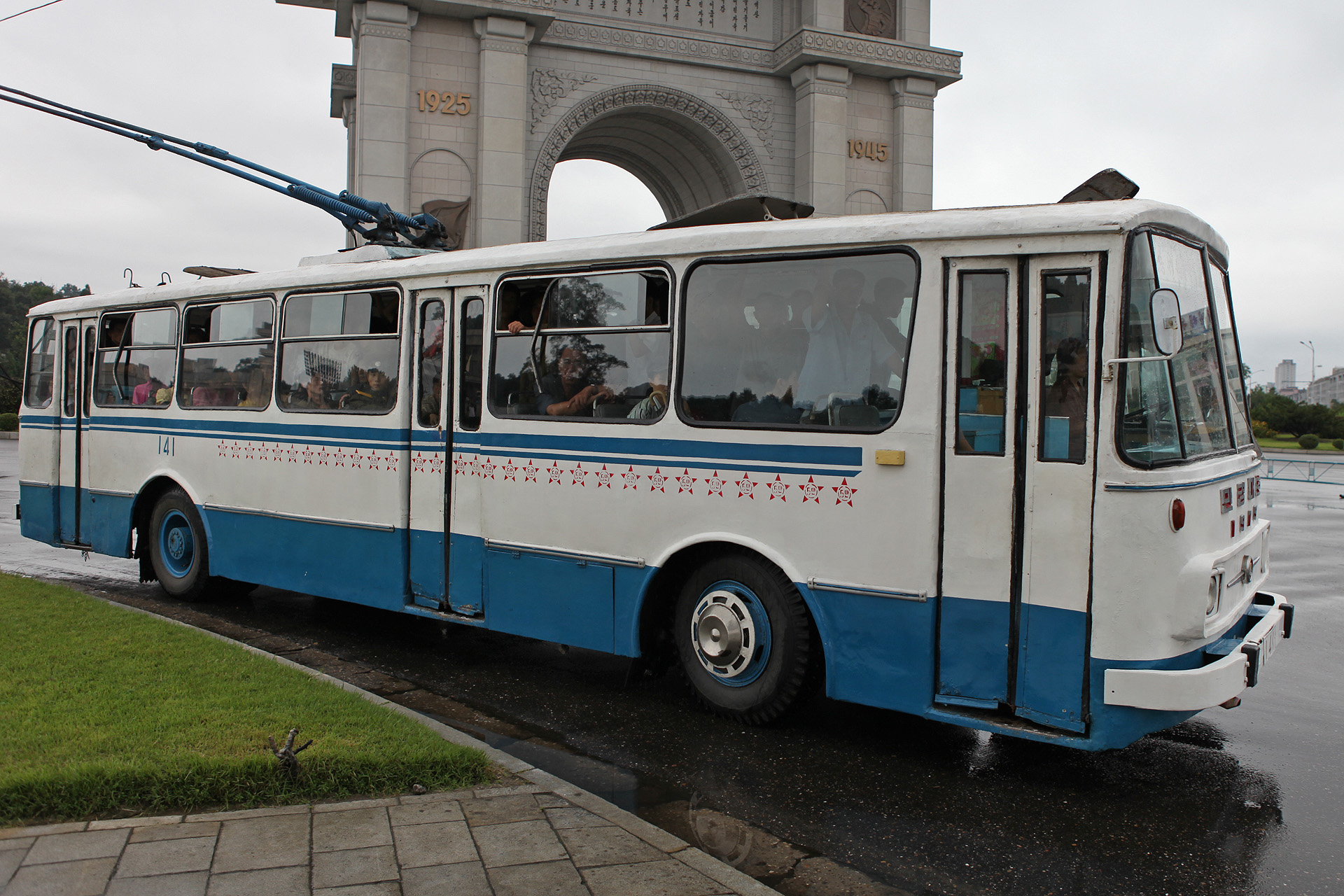
Чхоллима 74. Звёзды обозначают, сколько раз троллейбус проходил 50 000 км без поломок
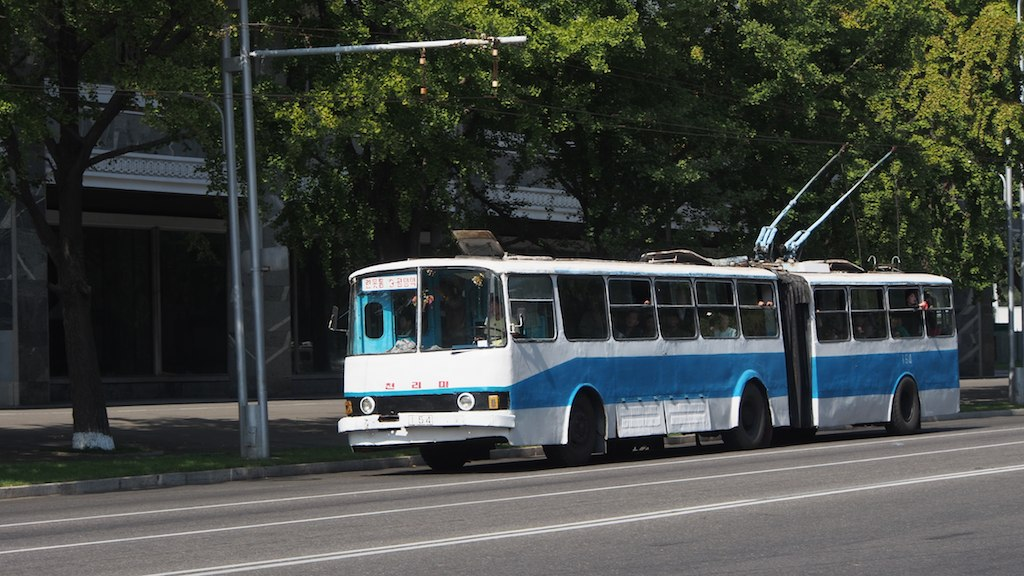
Чхоллима 84 или 862
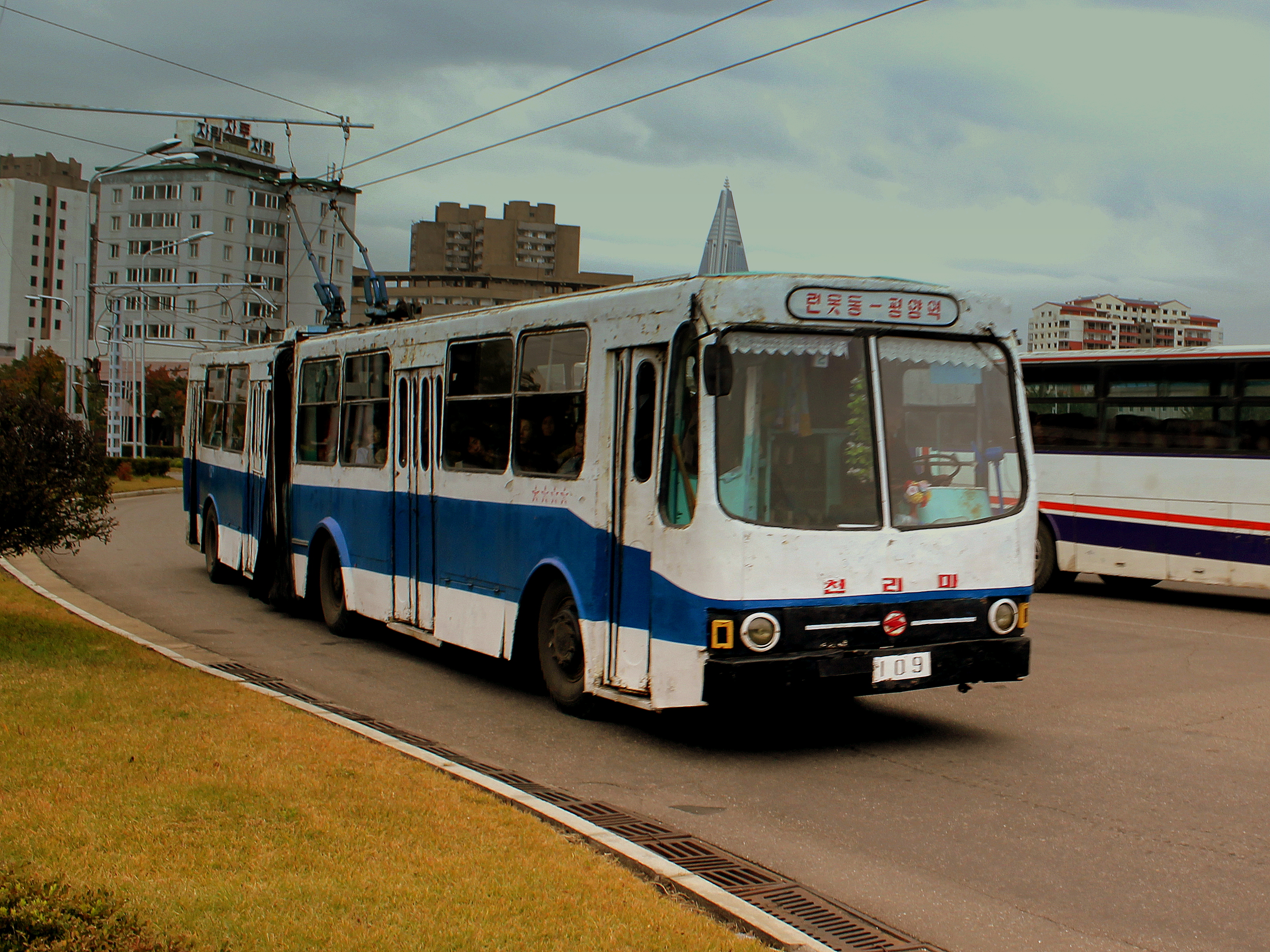
Чхоллима 903
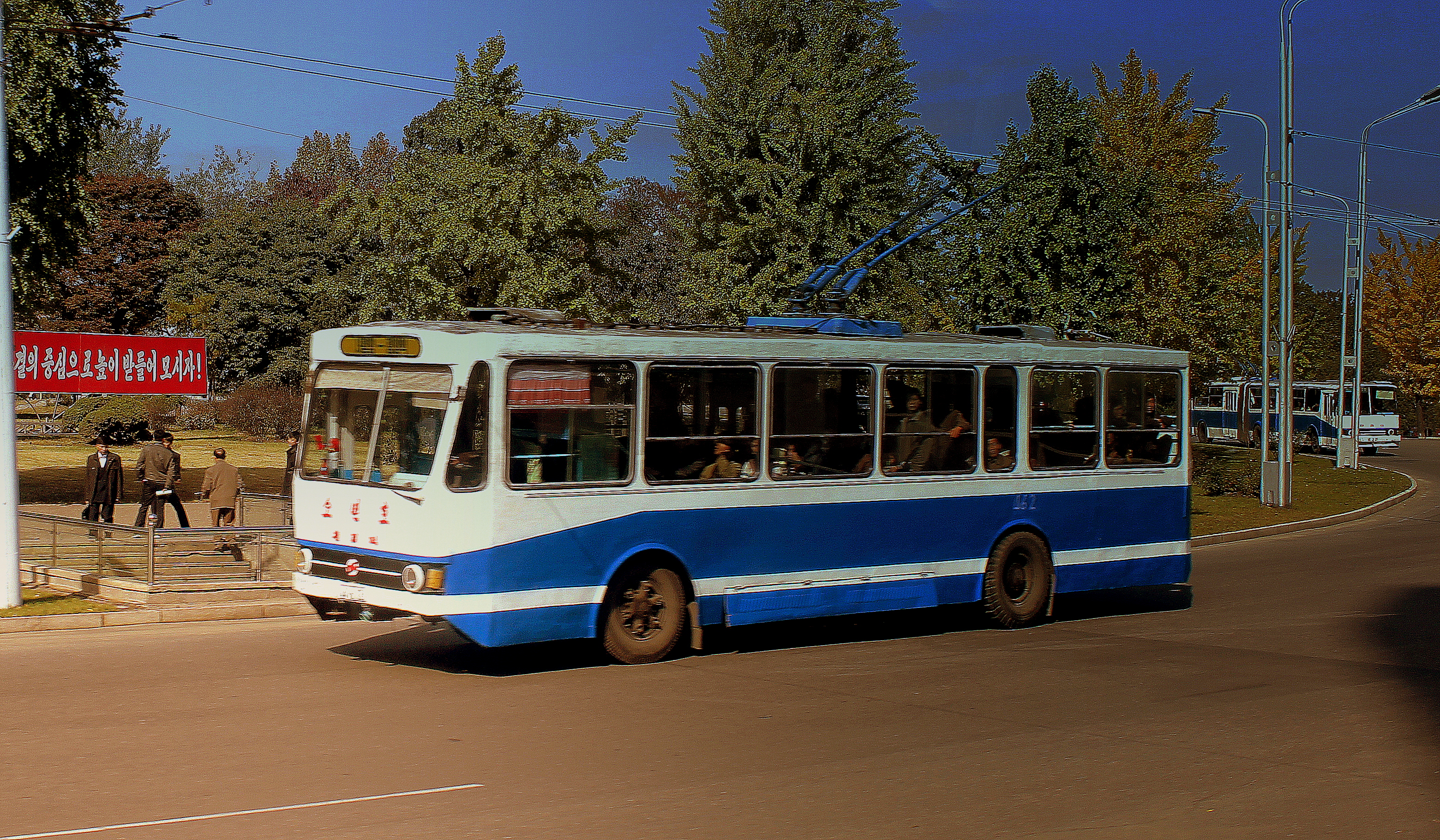
Чхоллима 901
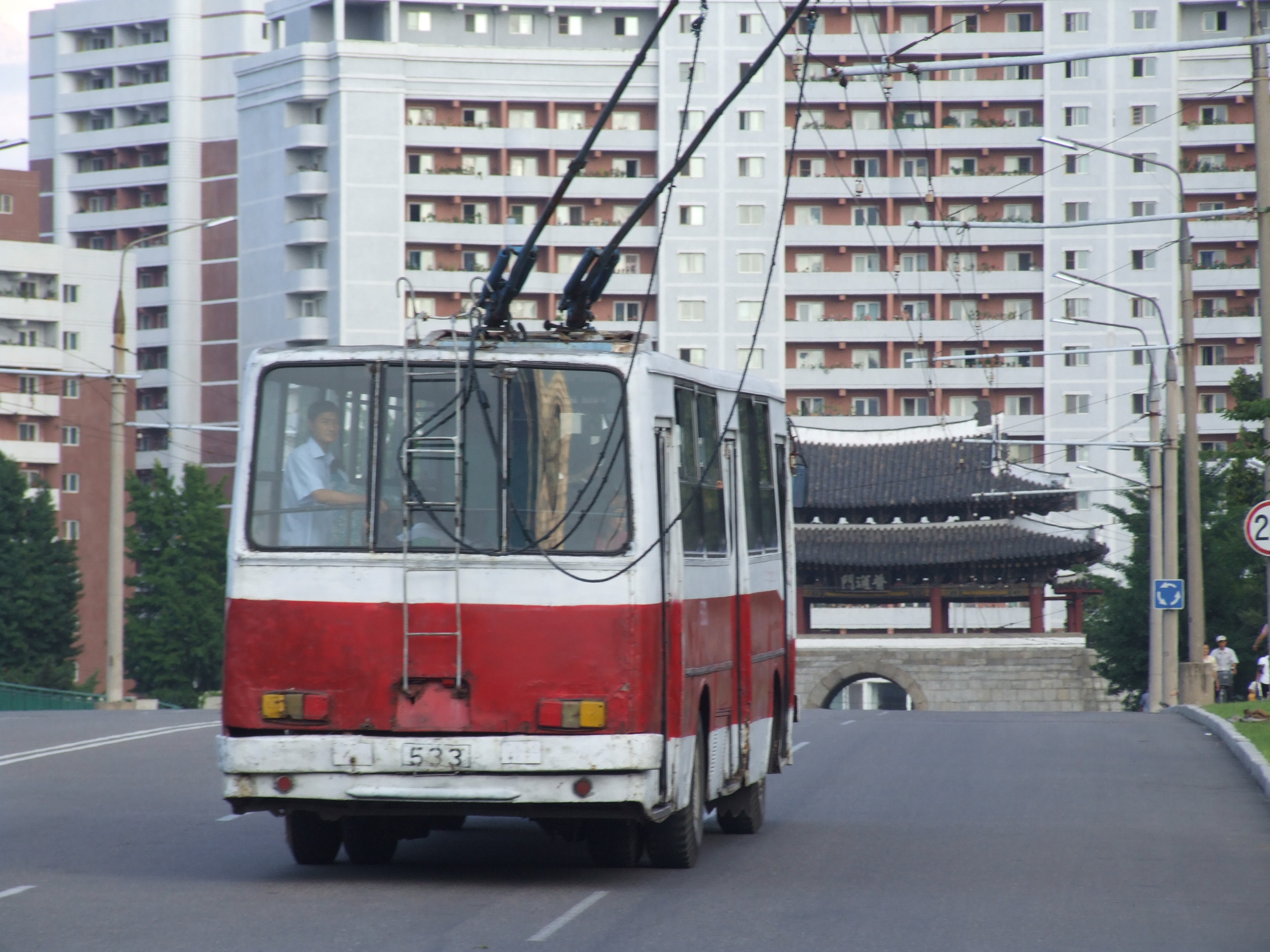
Чхоллима 951
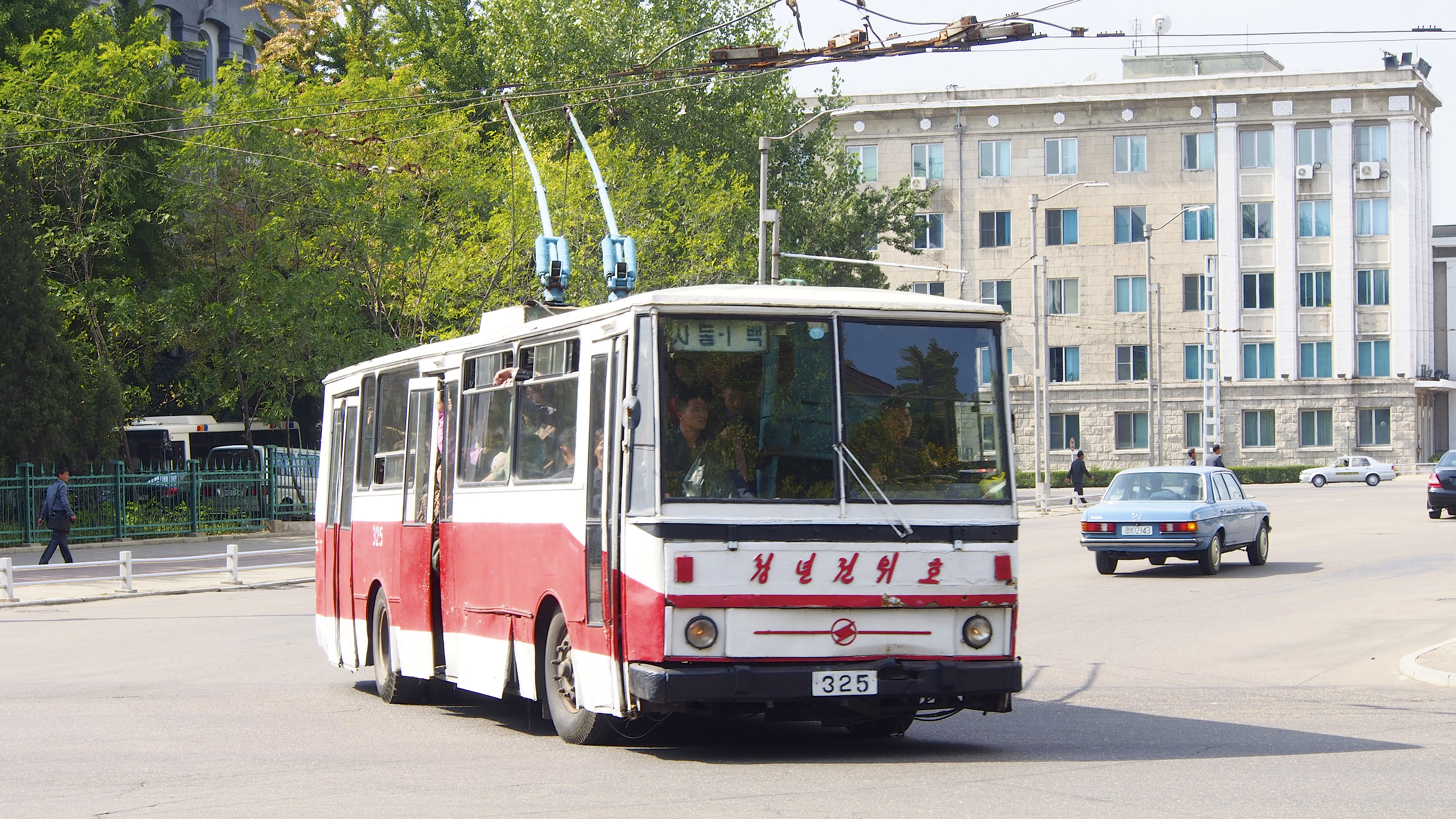
Чхоллима 973 (Chongnyonjunwi)
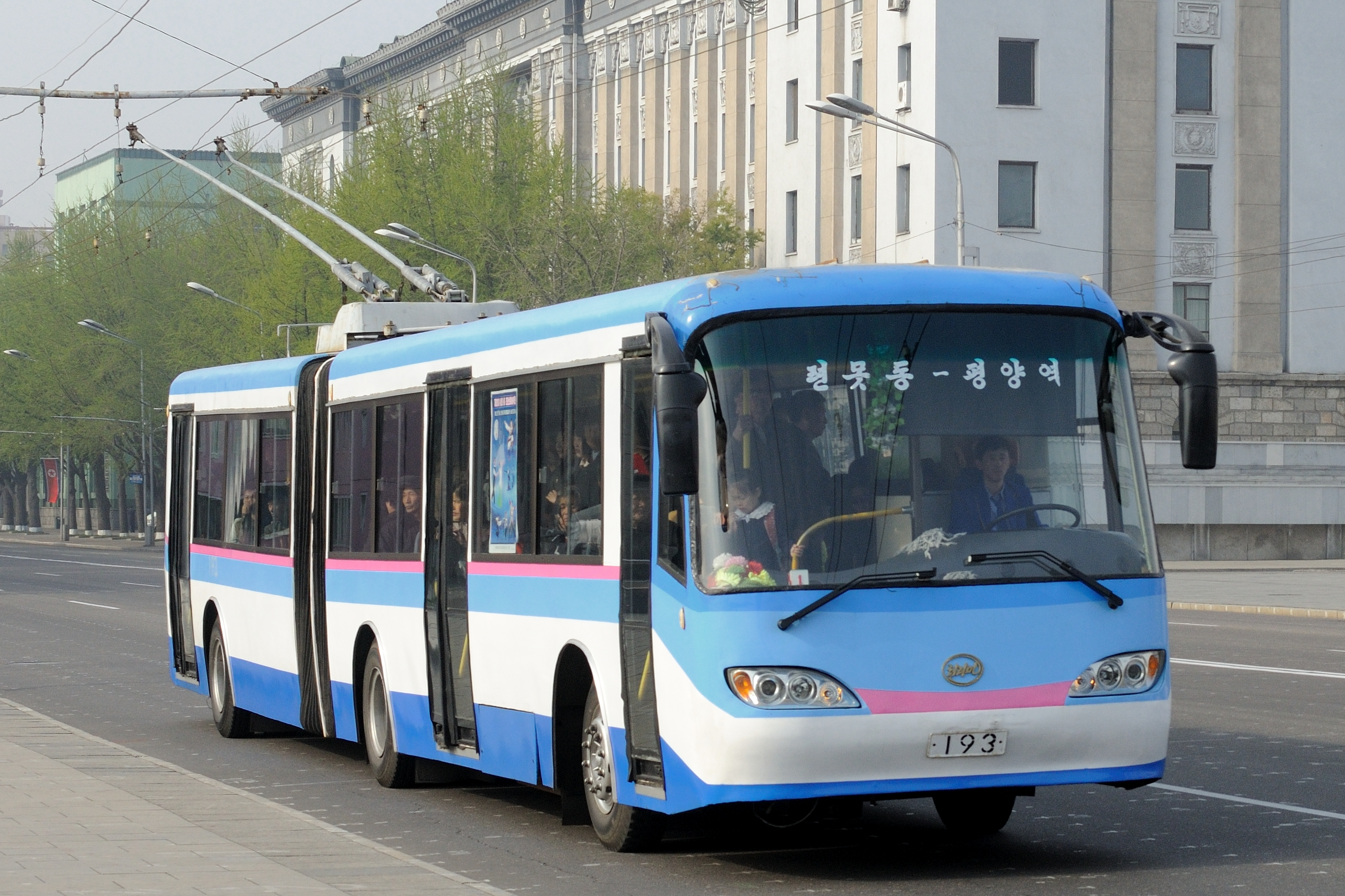
Чхоллима 091